# Kazimierz Nowak
Kazimierz Nowak [kažiměř novak] (11. ledna 1897, Stryj, Halič, nyní Ukrajina – 13. října 1937, Poznaň) byl polský cestovatel, korespondent a fotograf.
V letech 1931 až 1936 sám přejel Afriku pěšky a na kole. Zdolal více než 40 tisíc kilometrů. Zřejmě se jedná o prvního člověka na světě, který něco podobného dokázal. Jeho zážitky byly publikovány v knize nazvané Rowerem i pieszo przez Czarny Ląd (Na kole i pěšky černým kontinentem).

### Video
- Relacja z odsłonięcia przez Ryszarda Kapuścińskiego tablicy upamiętniającej podróż Kazimierza Nowaka (TVP3 - 30.11.2006) (6,2 Mb)[nedostupný zdroj]
- Kartka od wuja Kazia (TVP3 - 3.02.2007) (14,6 Mb)[nedostupný zdroj]